# Matt Hancock (Neighbours)
Matthew "Matt" Hancock es un personaje ficticio de la serie de televisión australiana Neighbours, interpretado por el actor Stephen Hunt del 26 de marzo del 2001, hasta el 9 de mayo del 2002. Stephen regresó a la serie en el 2005 siendo su última aparición el 27 de julio del mismo año.